# Tarsotinthia
Tarsotinthia là một chi bướm đêm thuộc họ Sesiidae.

## Các loài
- Tarsotinthia albogastra Arita & Gorbunov 2003